# 무쓰세촌
무쓰세촌(六瀬村)은 효고현 가와베군에 있던 촌이다. 현재의 이나가와정에 해당한다.

## 역사
- 1889년 4월 1일 - 정촌제 시행에 의해 15촌의 구역을 가지고 성립하였다.
- 1955년 4월 10일 - 나가타니촌과 합병해 이나가와정이 성립, 동일 무쓰세촌은 폐지되었다.

## 참고문헌
- 角川日本地名大辞典 28 兵庫県